# Kodavalūru
Kodavalūru är en ort i Indien.   Den ligger i distriktet Nellore och delstaten Andhra Pradesh, i den södra delen av landet, 1 600 km söder om huvudstaden New Delhi. Kodavalūru ligger 19 meter över havet och antalet invånare är 46 563.
Terrängen runt Kodavalūru är mycket platt. Runt Kodavalūru är det tätbefolkat, med 369 invånare per kvadratkilometer. Närmaste större samhälle är Nellore, 12,7 km söder om Kodavalūru. Trakten runt Kodavalūru består till största delen av jordbruksmark.